# Studierendenwerk Bonn
Das Studierendenwerk Bonn (vormals Studentenwerk Bonn) ist das mutmaßlich älteste Studentenwerk Deutschlands. Es ist für die wirtschaftliche, gesundheitliche, kulturelle und soziale Förderung der Studierenden der Rheinischen Friedrich-Wilhelms-Universität Bonn und der Hochschule Bonn-Rhein-Sieg zuständig.

## Geschichte

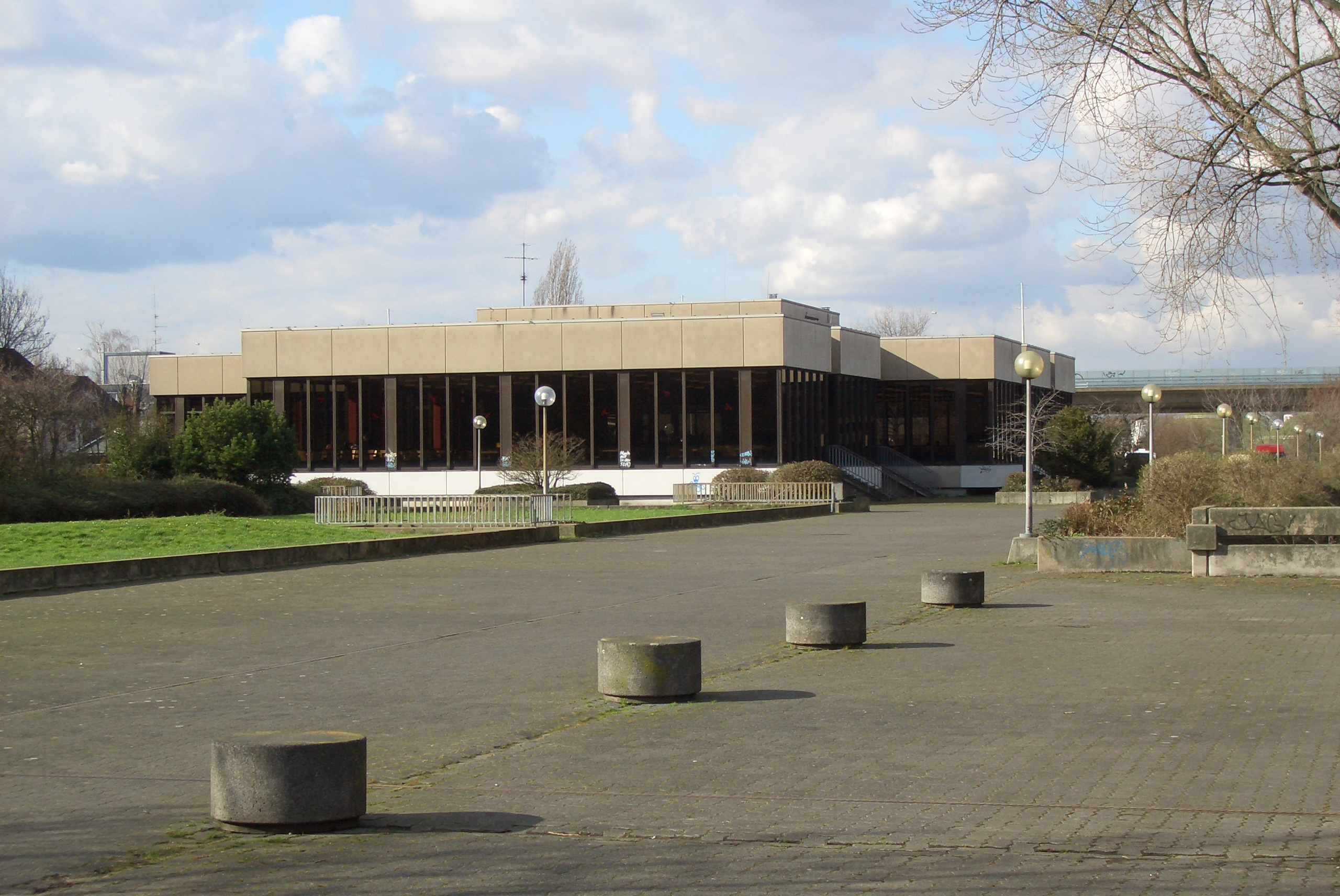
Mensa Römerstraße (2007)

Das Studentenwerk wurde im September 1919 als Verein Studentenwohl e. V. gegründet und 1921 in den Verein Studentenwerk Bonn e. V. umgewandelt. Da die Studentenwerke in Dresden und Berlin erst im Dezember 1919 entstanden, bezeichnet sich das Bonner Studentenwerk als ältestes Studentenwerk Deutschlands, obgleich das Studentenwerk Halle bereits im Juli 1918 gegründet wurde. Anderen Quellen zufolge erfolgte die Gründung des Vereins Studentenwohl aber erst im Jahr 1920.
Durch das am 27. Februar 1974 erlassene Gesetz über die Studentenwerke im Lande Nordrhein-Westfalen wurde das Bonner Studentenwerk am 1. März 1974 in eine Anstalt des öffentlichen Rechts umgewandelt.

## Aufgaben
Nach § 2 des nordrhein-westfälischen Studentenwerksgesetzes erbringt das Studentenwerk für die Studierenden Dienstleistungen auf sozialem und wirtschaftlichem Gebiet insbesondere durch:

„1. die Errichtung, Bereitstellung und Unterhaltung von wirtschaftlichen und sozialen Einrichtungen,

2. die Versicherung der Studierenden gegen Krankheit und Unfall, soweit nicht gesetzlich etwas anderes geregelt ist,

3. Maßnahmen zur Gesundheitsvorsorge für die Studierenden,

4. Förderung kultureller Interessen der Studierenden durch Bereitstellung ihrer Räume sowie nach Maßgabe ihrer Satzung,

5. Maßnahmen der Studienförderung, insbesondere bei Heranziehung für die Durchführung des Bundesausbildungsförderungsgesetzes.“

## Dienstleistungen
Das Studierendenwerk Bonn betreibt 20 gastronomische Einrichtungen, darunter vier Mensen, fünf Bistros und sechs Cafeterien. Diese werden jährlich mit etwa 1,75 Mio. Essen versorgt. Weiterhin stehen in 35 Wohnanlagen etwa 4200 Wohnplätze zur Verfügung. Diese werden nicht nur an Studierende der Rheinischen Friedrich-Wilhelms-Universität Bonn und Hochschule Bonn-Rhein-Sieg vermietet, sondern auch an solche der Alanus Hochschule für Kunst und Gesellschaft und Hochschule Koblenz. Das Studierendenwerk vollzieht das Bundesausbildungsförderungsgesetz (BAföG), vergibt Studienabschlussdarlehen (DAKA) und verfügt über eine persönliche Budget- und Finanzierungsberatung. In vier Kindertagesstätten, von denen eine seit Juli 2010 als Familienzentrum NRW zertifiziert ist, werden ungefähr 190 Kinder im Alter von vier Monaten bis zur Einschulung von etwa 40 pädagogischen Mitarbeitern betreut. Sprachförderung und die „Inklusion des multikulturellen Zusammenlebens“ bilden den Schwerpunkt der pädagogischen Arbeit. Darüber hinaus unterhält das Studentenwerk Bonn eine psychotherapeutische Betreuungsstelle für Studierende mit phobischen Störungen, depressiven Verstimmungen, Konzentrationsstörungen, psychosomatischen Erkrankungen.